# Tom Lynch (futebolista)
Tom Lynch (datas de nascimento e morte desconhecidas) foi um futebolista norte-americano. Ele competiu na Copa do Mundo FIFA de 1934, sediada na Itália, na qual a seleção de seu país terminou na última colocação dentre os 16 participantes.